# Wilhelm Schmundt

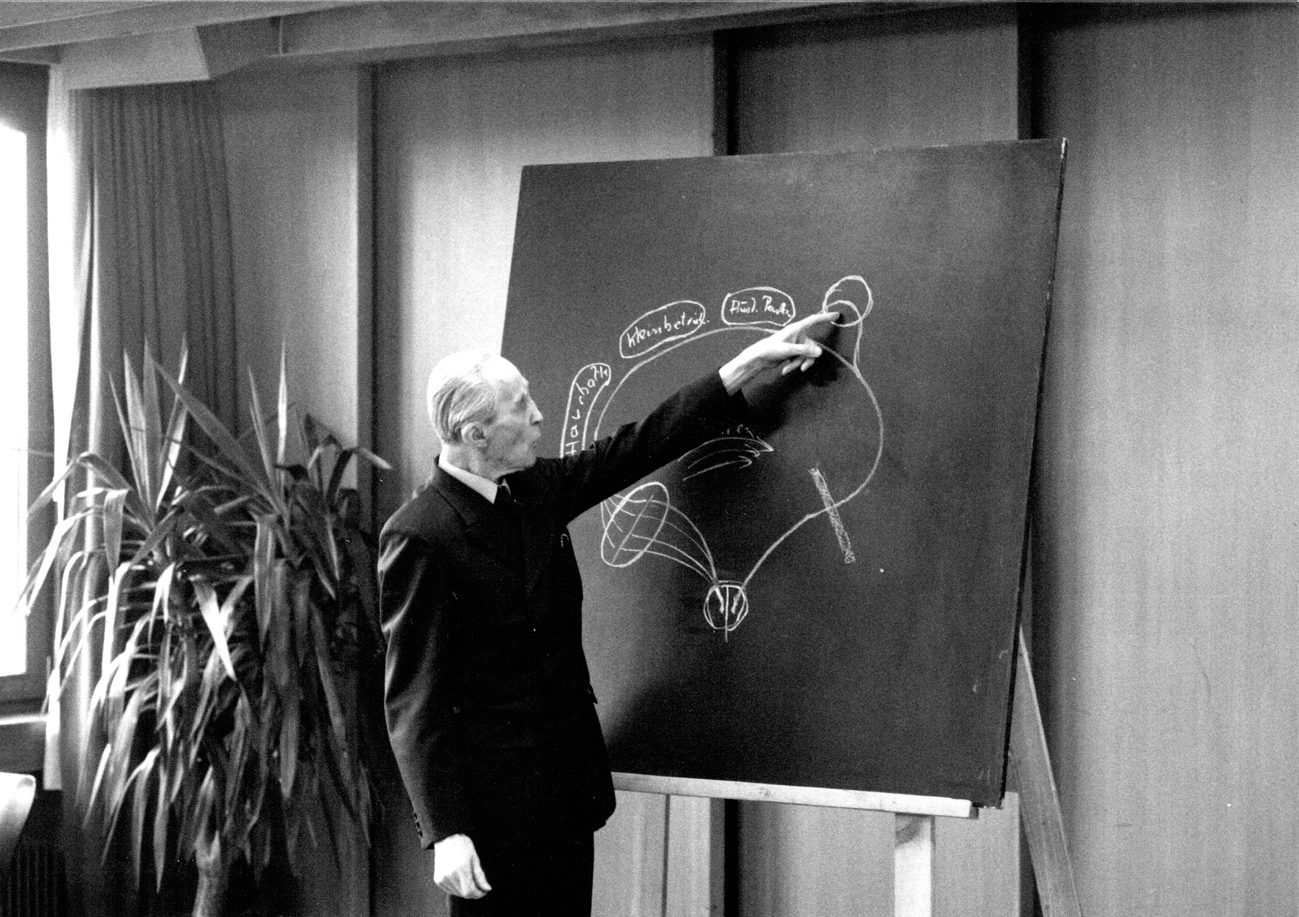
Wilhelm Schmundt (1986)

Wilhelm Schmundt (* 10. Januar 1898 in Metz; † 23. April 1992 in Hannover) war ein deutscher Anthroposoph.

## Leben
Schmundt, im damals deutschen Metz geboren, war ein Sohn des preußischen Offiziers Richard Schmundt und Bruder des späteren Generals der Wehrmacht Rudolf Schmundt. Im Ersten Weltkrieg begann 1915 sein Einsatz, den er 1918 als Kompaniechef in einem brandenburgischen Füsilier-Regiment beenden konnte. Seit Dezember 1918 studierte Schmundt an der Technischen Hochschule Berlin-Charlottenburg Maschinen-Ingenieurwesen mit Schwerpunkt Elektrotechnik, das er Ende 1922 als Diplom-Ingenieur abschloss. Danach arbeitete er als Assistent am Institut für Technische Physik der TH Berlin. Während der Studienzeit fand Schmundt Kontakt zur Anthroposophie, besuchte 1926 die Baustelle des zweiten Goetheanums und erwarb die Mitgliedschaft in der Freien Anthroposophischen Gesellschaft.
Ab 1925 übernahm Schmundt innerhalb der Provinzialverwaltung Ostpreußen in Königsberg eine Tätigkeit als Ingenieur bei der Ostpreußenwerk AG. Im Laufe von sieben Jahren erweiterte sich sein Verantwortungsbereich für die Elektrizitätsversorgung in Ostpreußen sowie in Westpreußen. Im Zusammenhang mit ihren beruflichen Tätigkeiten in der Energieversorgung lernte Schmundt 1940 Hans-Georg Schweppenhäuser kennen. Es entwickelte sich eine lebenslange Freundschaft, die auch gegensätzliche sozialwissenschaftliche Positionen ertragen konnte.
Im Mai 1942 wurde Schmundt als Reservist zur Wehrmacht eingezogen und war gegen Ende des Krieges im Stab des Generals Walter Dornberger bei den Raketentruppen eingesetzt.
Auf Einladung von Ernst Weißert besuchte Wilhelm Schmundt die Ostertagung der Freien Waldorfschulen in Stuttgart. Ab Mai 1946 war er – bis zur Pensionierung im Jahr 1965 – Lehrer für die Fächer Physik, Mathematik und Sozialkunde an der Freien Waldorfschule Hannover-Maschsee.

## Rezeption
Nach einem zwanzigjährigen Studium des nationalökonomischen Denkens von Rudolf Steiner veröffentlichte Schmundt im Jahr 1950 einen Aufsatz über die Wandlung des Kapitalbegriffs. Die Beschreibung eines meditativen Gedankenweges erzeugte Widerspruch, insbesondere seines Freundes Hans-Georg Schweppenhäuser. Zustimmung erhielt Schmundt von Rudolf Kreutzer, Fritz Götte, Folkert Wilken und Hunold Graf von Baudissin. Eine wirksame Rezeption begann jedoch erst ab 1972 durch den Achberger Kreis, an dem sich auch Joseph Beuys beteiligte.

## Werke (Auswahl)
- Erkenntnisübungen zur Dreigliederung des sozialen Organismus. Achberger Verlag, Achberg 1982, ISBN 3-88103-021-2.
- Der soziale Organismus in seiner Freiheitsgestalt. (= Studienmaterial der Freien Hochschule für Geisteswissenschaft). Philosophisch-Anthroposophischer Verlag am Goetheanum, jetzt FIU-Verlag: ISBN 978-3-928780-08-7
- Zwei Grundprobleme des 20. Jahrhunderts. Freie Volkshochschule Argental, Wangen 1988, jetzt FIU-Verlag (neu erschienen 2025)
- Zeitgemäße Wirtschaftsgesetze. Über die Rechtsgrundlagen einer nachkapitalistischen, freien Unternehmensordnung. Entwurf einer Einführung. Achberger Verlag, Achberg 1975, ISBN 3-88103-050-6.
- Die Aufgabe Mitteleuropas. Die Lehre vom sozialen Organismus in seiner Freiheitsgestalt als Brückenschlag zwischen Ost und West. FIU-Verlag, Wangen 1997, ISBN 3-928780-16-6.
- Denkschritte – Auf dem Weg zur Idee des sozialen Organismus. FIU-Verlag, Achberg 1999, ISBN 3-928780-21-2, enthält den Vortrag von Schmundt: „Auf dem Weg zur Idee des sozialen Organismus“ auf CD vom 31. Dezember 1976 im Int. Kulturzentrum Achberg.
- Rainer Rappmann (Hrsg.): „Die Kunst des sozialen Bauens“ – Beiträge zu Wilhelm Schmundt. FIU-Verlag, Achberg 1993, ISBN 3-928780-05-0.